# Unidas Sí Podemos
Unidas Sí Podemos (USP), es una coalición electoral de partidos políticos de ámbito canario situados a la izquierda del espectro político formada en 2023.
Fue creada bajo el nombre «Unidas Sí Podemos» el 4 de marzo de 2023 para concurrir a las elecciones municipales, de cabildos insulares y autonómicas canarias del 28 de mayo del mismo año y agrupa por primera vez en Canarias a Podemos Canarias, Sí Se Puede e Izquierda Unida Canaria.
De cara a las Elecciones generales de España de 2023 se presentan integrados en la candidatura Sumar-Unidas Si Podemos. (En esta ocasión integraba además: Partido Drago Canarias, Verdes Equo - Los Verdes de Canarias, Los Verdes-Grupo Verde - Partido Verde Canario y Alianza Verde (Canarias).)

## Historia

### Antecedentes
Podemos, Sí Se Puede, Equo y Lanzarote en Pie concurrieron en coalición electoral por primera vez a las elecciones canarias del 26 de mayo de 2019 bajo el nombre Sí Podemos Canarias. Izquierda Unida Canarias (IUC) entonces se presentó en solitario.
El 6 de febrero de 2023 Podemos e IUC alcanzaron un primer acuerdo electoral, inédito en Canarias. El 11 de febrero el partido Sí Se Puede decidió unirse a una la nueva coalición electoral para concurrir a las elecciones del 28 de mayo. La organización ecosocialista debatía en esta asamblea extraordinaria apoyar a esta coalición o a liderada por Alberto Rodríguez, entre Proyecto Drago, Los Verdes y Los Verdes de Canarias.

## Resultados electorales
|      |             | Circunscripciones | Circunscripciones   | Circunscripciones | Circunscripciones | Circunscripciones | Circunscripciones | Circunscripciones | Circunscripciones |
|      |             | El Hierro         | La Palma            | La Gomera         | Tenerife          | Gran Canaria      | Fuerteventura     | Lanzarote         | Archipiélago      |
| ---- | ----------- | ----------------- | ------------------- | ----------------- | ----------------- | ----------------- | ----------------- | ----------------- | ----------------- |
| 2023 | Candidato/a | Tixinara Padrón   | María Rosa Martínez | -                 | Laura Fuentes     | Noemí Santana     | Lilina Concepción | Nona Perera       | Hugo Cejas        |
| 2023 | Nº de votos | -                 | -                   | -                 | -                 | -                 | -                 | -                 | -                 |
| 2023 | % de votos  | -                 | -                   | -                 | -                 | -                 | -                 | -                 | -                 |
| 2023 | Escaños     | -                 | -                   | -                 | -                 | -                 | -                 | -                 | -                 |